# 国立武蔵野学院
国立武蔵野学院（こくりつむさしのがくいん）は、埼玉県さいたま市緑区大門にある児童自立支援施設。日本全国に58カ所ある児童自立支援施設のうち、唯一の男子向け国立施設であり、こども家庭庁が管轄している。
旧称は国立感化院。刑事処分の対象とならない14歳未満の男子でかつ、18歳未満が入院している。女子は国立きぬ川学院（栃木県さくら市）に送致される。

## 沿革
- 1919年（大正08年）03月：国立感化院として開院[2][3]。
- 1934年（昭和09年）10月：少年教護法施行に伴い、国立少年教護院となる[2][3]。
- 1947年（昭和22年）08月：国立武蔵野学院附属教護事業職員養成所併設[3]。
- 1948年（昭和23年）01月：児童福祉法施行に伴い、国立教護院となる[2][3]。
- 1998年（平成10年）04月：児童福祉法改正に伴い、国立児童自立支援施設となるとともに「国立武蔵野学院附属児童自立支援専門員養成所」に名称変更[2][3]。
- 2006年（平成18年）04月：さいたま市立美園中学校分教室設置[2][3]。
- 2020年（令和02年）：養成所及び研修機能を組織再編して「国立武蔵野学院附属人材育成センター」に変更[2]。
- 2023年（令和05年）：厚生労働省から、こども家庭庁に移管[2]。

## 目的
国立武蔵野学院は、こども家庭庁組織令第24条に基づき、児童福祉法第44条に規定する不良行為をなした児童のうち、特に専門的な指導を要するものを入所させ、その自立支援を司り、合わせて全国の児童自立支援施設の向上に寄与することを目的としている。

## アクセス
JR武蔵野線東川口駅から徒歩20分（タクシーで8分）、埼玉高速鉄道浦和美園駅西口から徒歩30分（タクシーで12分）、または国際興業バス武蔵野学院入口バス停（浦和駅西口・東川口駅北口・浦和美園駅から発車）より徒歩12分。国道122号・東北自動車道沿いに立地している。